# Stanisław Tyszka

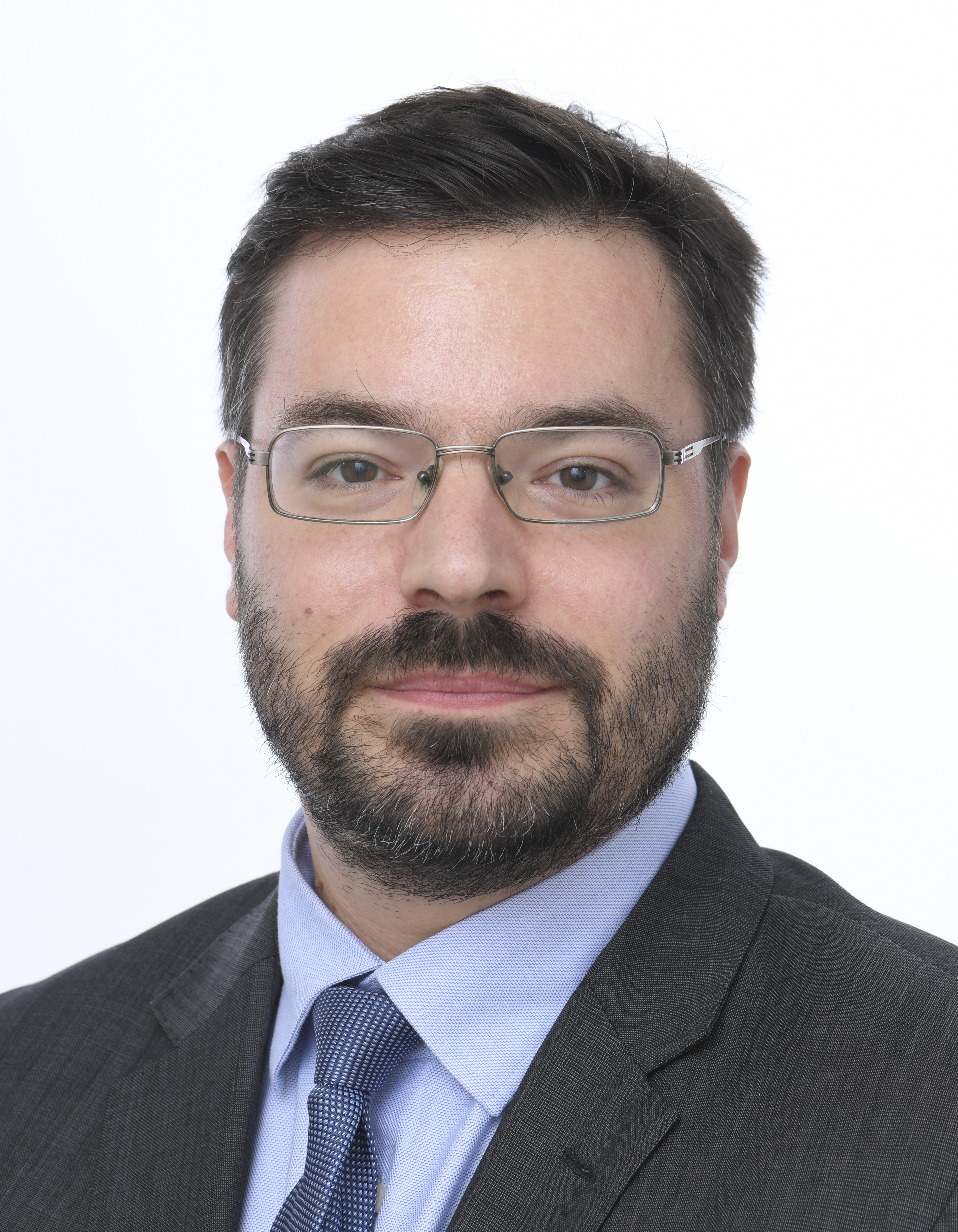
Stanisław Tyszka (2024)

Stanisław Tyszka (* 11. April 1979 in Warschau) ist ein polnischer Politiker, Hochschullehrer und Jurist. Er war seit 2015 Mitglied des Sejm im Rahmen des Parteienbündnisses Konfederacja Wolność i Niepodległość (Konföderation der Freiheit und Unabhängigkeit). Bei der Europawahl 2024 wurde er ins Europaparlament gewählt. Dort gehört er der Fraktion Europa der Souveränen Nationen an.